# شهرستان بلوکالیتوینسکی
شهرستان بلوکالیتوینسکی (به لاتین: Belokalitvinsky District) یک شهرستان در روسیه است که در استان روستوف واقع شده‌است.